# آنتینگان
آنتینگان (انگلیسی: Antingan) یک شهرک در شهرستان خایبولینسکی استان باشقیرستان کشور روسیه است.